# 歐洲童軍區 (世界童軍運動組織)
歐洲童軍區（英語：European Scout Region）是世界童軍運動組織世界童軍局的分區辦事處，總部在瑞士日內瓦，並擁有2個地區性辦事處；在比利時布魯塞爾的辦事處負責處理對外關係；塞爾維亞貝爾格勒則支援南歐的國家童軍總會。

## 結構

### 成員

世界童軍運動組織歐洲區的管轄範圍；安多拉（無童軍運動）和本區之外的地區以灰色表示

本區包含了40個有世界童軍運動組織會員身分的國家童軍組織，大多是西歐和中歐的國家，不包含前蘇聯國家亞美尼亞、亞塞拜然、白俄羅斯、喬治亞、摩爾多瓦、俄羅斯和烏克蘭（以上國家皆加入歐亞區），但包含賽普勒斯（技術上並非歐洲的一部份）和土耳其（領土橫跨歐亞兩洲）；由於文化因素，以色列也是其中一員。
所有在中歐和東歐的前社會主義國家，以及前蘇聯的國家，在童軍運動的發展上屬於萌發階段。這些國家包含了阿爾巴尼亞、保加利亞、前東德、匈牙利、波蘭和羅馬尼亞，和之後脫離蘇聯的國家，包含捷克斯洛伐克、南斯拉夫和波羅的海國家。其中，波蘭、捷克和匈牙利在童軍運動上非常積極，並且得到充分的發展，這歸功於流浪於每個國家的猶太人當中流亡童軍的存在。

### 行政單位
- 歐洲童軍區會議
- 歐洲童軍區委員會
- 歐洲童軍區辦事處
  - 瑞士日內瓦
  - 比利時布魯塞爾
  - 塞爾維亞貝爾格勒
- 歐洲童軍區核心工作小組

### 直接管轄於世界童軍運動組織的地區性童軍
為了顧及某些特殊情況（可能是政治因素等等）的童軍青年需求，創建了一些興趣小組，直接受到世界童軍局的管轄。近年來這類活躍中的組織包含了位於日內瓦的聯合國童軍，和歐洲煤鋼共同體（歐盟的早期先驅者之一）的84位童軍。

## 沒有童軍組織的歐洲國家

### 梵蒂岡
目前梵蒂岡沒有任何的童軍活動組織。